# The Life of Riley (serie televisiva 1949)
The Life of Riley è una serie televisiva statunitense in 26 episodi trasmessi per la prima volta nel corso di una stagione dal 1949 al 1950. È il primo adattamento televisivo della storia originata nel 1944 come programma radiofonico su ABC e quindi dal 1945 su NBC, dove andrà in onda fino al 1951. Protagonista della serie radiofonica era l'attore William Bendix.
Già nel 1948 NBC aveva trasmesso alla televisione, a distanza di una settimana l'uno dall'altro, due episodi pilota basati sulla storia, affidandone il ruolo di protagonisti a due attori diversi, Herb Vigran (il 13 aprile) e Buddy Gray (il 20 aprile). 
Nel 1949 comparve la versione cinematografica con William Bendix come protagonista, seguita nel novembre dello stesso anno dalla serie televisiva affidata invece a Jackie Gleason, che nel film aveva avuto la parte di "Jim Gillis" (ora interpretato da Sid Tomack). Buona parte del cast era lo stesso del film: Rosemary DeCamp ("Peg Riley"), Lanny Rees ("Junior Riley"), e John Brown ("Digger O'Dell"), l'unico membro del cast a provenire dalla serie radiofonica. Tra i personaggi principali della serie televisiva l'unico volto nuovo era quello di Gloria Winters al posto di Meg Randall nel ruolo di "Babs Riley". Fu in assoluto una delle prime serie televisive ad essere trasmessa negli Stati Uniti e come altre dello stesso periodo nasceva come trasposizione di un popolare programma radiofonico.
Nonostante l'accoglienza favorevole del pubblico e della critica la serie durò una sola stagione o 26 episodi, per un mancato accordo tra la produzione e lo sponsor. La serie sarà ripresa alla televisione nel 1953, questa volta con William Bendix come protagonista e un cast completamente rinnovato, che ne decreteranno un successo duraturo per 6 stagioni e 217 episodi fino al 1958.

## Trama
Charles Riley è alle prese con i mille piccoli problemi quotidiani della sua famiglia (moglie, una giovane figlia e un ragazzo adolescente). Riley è un bonaccione ma "specializzato" nel complicare anche i problemi più semplici. La sua cerchia di amici include Jim Gillis e Digger O'Dell.

## Lista degli episodi
- 1. Tonsils (4 ottobre 1949)
- 2. Babs and Simon Step Out (11 ottobre 1949)
- 3. Egbert's Chemistry Set (18 ottobre 1949)
- 4. The French Professor (25 ottobre 1949)
- 5. Nervous Breakdown (1 novembre 1949)
- 6. Assistant Manager (8 novembre 1949)
- 7. Riley's Birthday Gift (15 novembre 1949)
- 8. Riley, Gillis, and Vanderhopper, Inc. (22 novembre 1949)
- 9. Junior Falls for Teacher (29 novembre 1949)
- 10. Night School (6 dicembre 1949)
- 11. Prom Dress (13 dicembre 1949)
- 12. Junior's Birthday Party (20 dicembre 1949)
- 13. The Boarder (27 dicembre 1949)
- 14. Peg's Birthday (3 gennaio 1950)
- 15. Junior Drops Out (10 gennaio 1950)
- 16. Riley's Firstborn (17 gennaio 1950)
- 17. Insurance (24 gennaio 1950)
- 18. The Gambler (31 gennaio 1950)
- 19. Acting Lessons (7 febbraio 1950)
- 20. Valentine's Day (14 febbraio 1950)
- 21. Home Sweet Home (21 febbraio 1950)
- 22. South American Job (28 febbraio 1950)
- 23. Riley's Quarrel (7 marzo 1950)
- 24. Junior and the Bully (14 marzo 1950)
- 25. The Banned Book (21 marzo 1950)
- 26. Five Dollar Bill (28 marzo 1950)

## Produzione
La serie fu prodotta negli Stati Uniti da Filmtone Productions.

## Distribuzione
Distribuita da KNBH e National Broadcasting Company, la serie fu trasmessa negli Stati Uniti su NBC con cadenza settimanale dal 4 ottobre 1949 al 28 marzo 1950.